# Xtra Sociable
Der Xtra Sociable war das größere der beiden Pkw-Modelle des britischen Herstellers Xtra Cars. Es kam im November 1922 auf den Markt.

## Beschreibung
Das sehr einfache Fahrzeug wurde von Cuthbert Clarke entworfen und ähnelte einem dreirädrigen Motorradseitenwagen. Es hatte ein zweistufiges Reibradgetriebe mit Reibbelägen aus Kork, das vom Motor mit einer Kette angetrieben wurde. Diese Räder rotierten in einer Trommel, die fest mit dem einzelnen Hinterrad verbunden war, und sorgten – je nachdem, welches im Eingriff war – für die gewünschte Antriebsübersetzung. Mit einem Hebel wurde das Getriebe, das auch einen Leerlauf vorsah, geschaltet. Ein Rückwärtsgang war nicht vorhanden. Das Hinterrad mit Schraubenfedern war am Motorrahmen aufgehängt. Die Vorderräder waren einzeln an zwei Querblattfedern aufgehängt und mit einer Zahnstangenlenkung versehen. Nur das einzelne Hinterrad war gebremst, die Bremsschuhe wirkten von außen auf die Getriebetrommel.
Im Gegensatz zum kleineren Modell Xtra Monocar bot das Fahrzeug zwei nebeneinanderliegende Sitze. Zur Wahl standen ein Einzylinder-Zweitaktmotor von Villiers mit 270 cm³ Hubraum und 2 bis 3,75 PS Leistung sowie ein V2-Viertaktmotor mit 8 bhp (5,9 kW) von J.A.P.
Der Neupreis betrug zunächst 122,85 Pfund Sterling und wurde 1924 auf 78,75 Pfund reduziert.
Im Mai 1924 endete die Produktion. Stückzahlen sind nicht bekannt.